# Battistero di San Giovanni Battista (Cureggio)
Il battistero di San Giovanni Battista di Cureggio è un edificio sacro costruito nel XII secolo in stile romanico.

## Storia e descrizione del battistero

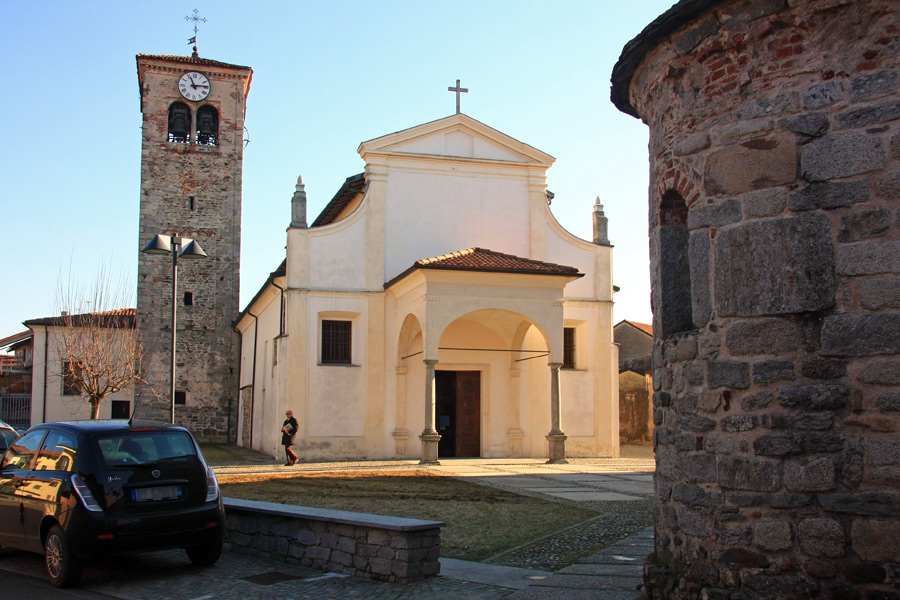
La pieve di Santa Maria Assunta

Il battistero di Cureggio che si erge di fronte alla parrocchiale di Santa Maria Assunta, conserva sostanzialmente, al proprio esterno, l'originaria struttura romanica, aspetto che fa di esso un edificio di notevole interesse.

Per datare le origini del battistero si deve far riferimento ad una bolla di papa Innocenzo II del 1133 che elenca le pievi sottoposte alla diocesi di Novara e fa esplicita menzione di quella di Cureggio; poiché l'essere pieve implicava la possibilità di celebrare il battesimo, con ogni probabilità l'edificio era già presente a quella data. Alcuni autori ipotizzano che nel luogo in cui si erge la costruzione del XII secolo, preesistesse un battistero più antico – risalente addirittura al V secolo – che avrebbe in parte condizionato la pianificazione dell'edificio successivo. Si è anche ipotizzato che il primitivo battistero (assieme all'antica pieve) siano crollati nel rovinoso terremoto del 1117 e che la nuova costruzione (quella che ancora vediamo) sia sorta in anni tra 1122 e il 1144, nel periodo in cui la cattedra episcopale di Novara era tenuta da Litifredo.
Il battistero presenta una pianta ottagonale con quattro absidi semicircolari piuttosto pronunciate che si aprono su lati alterni. I muri sono realizzati, nella parte bassa, con conci di pietra sufficientemente squadrati ed ordinati, mentre nella parte superiore sono stati prevalentemente impiegati ciottoli di fiume e pietrame, con alcuni inserimenti in laterizio. La tecnica costruttiva, che ricorda quella del battistero di Agrate Conturbia e di quello di Arsago Seprio, conferma la datazione alla prima metà del XII secolo. 

Due absidi presentano lesene in pietra che salgono sino alla cornice di archetti pensili in cotto che corre sotto la falda del tetto; meno accurata è la decorazione delle altre due absidi (anche a causa della caduta degli archetti pensili). Sulle absidi si aprono monofore fortemente strombate che davano luce all'edificio, e che furono chiuse nel XVIII secolo quando sopra la porta nella parete sud venne costruita un'ampia finestra. La parete nord funge da facciata, con una piccola porta d'ingresso sormontata da una lunetta semicircolare in pietra.
L'interno è stato ampiamente rimaneggiato, soprattutto a partire dal XVI secolo quando l'edificio mutò la sua funzione di luogo destinato alla cerimonia battesimale, per trasformarsi in oratorio ad uso della confraternita dei Disciplini dei santi Marta e Giovanni. A tale periodo risale la costruzione della balaustra ancora visibile nell'abside sud-est che delimitava l'altare ivi collocato. Più tardi l'edificio cadde in disuso ed adibito a magazzino.
Lavori di ristrutturazione intervenuti in anni recenti hanno riportato alla luce, sotto un pesante strato di intonaco, un affresco (piuttosto rovinato) raffigurante una Madonna in trono con il Bambino tra due santi che può essere datato alla metà del XII secolo.
Al centro del pavimento trova posto l'importante vasca battesimale ove sono visibili, secondo gli studiosi, due diverse fasi costruttive, una riferibile all'XI secolo ed una seconda successiva .

## Galleria d'immagini

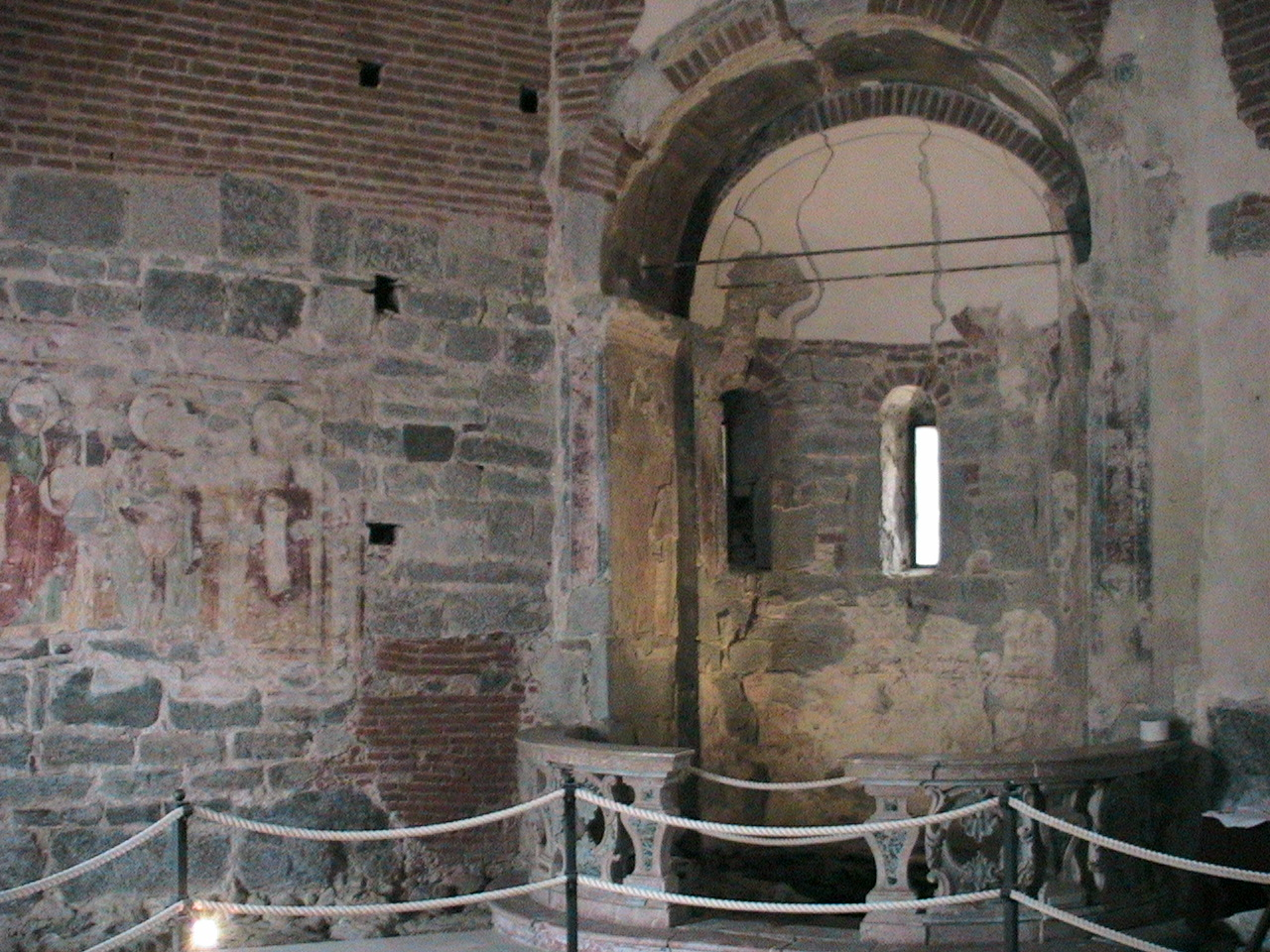
Interno con una delle absidi ed i frammenti di affresco
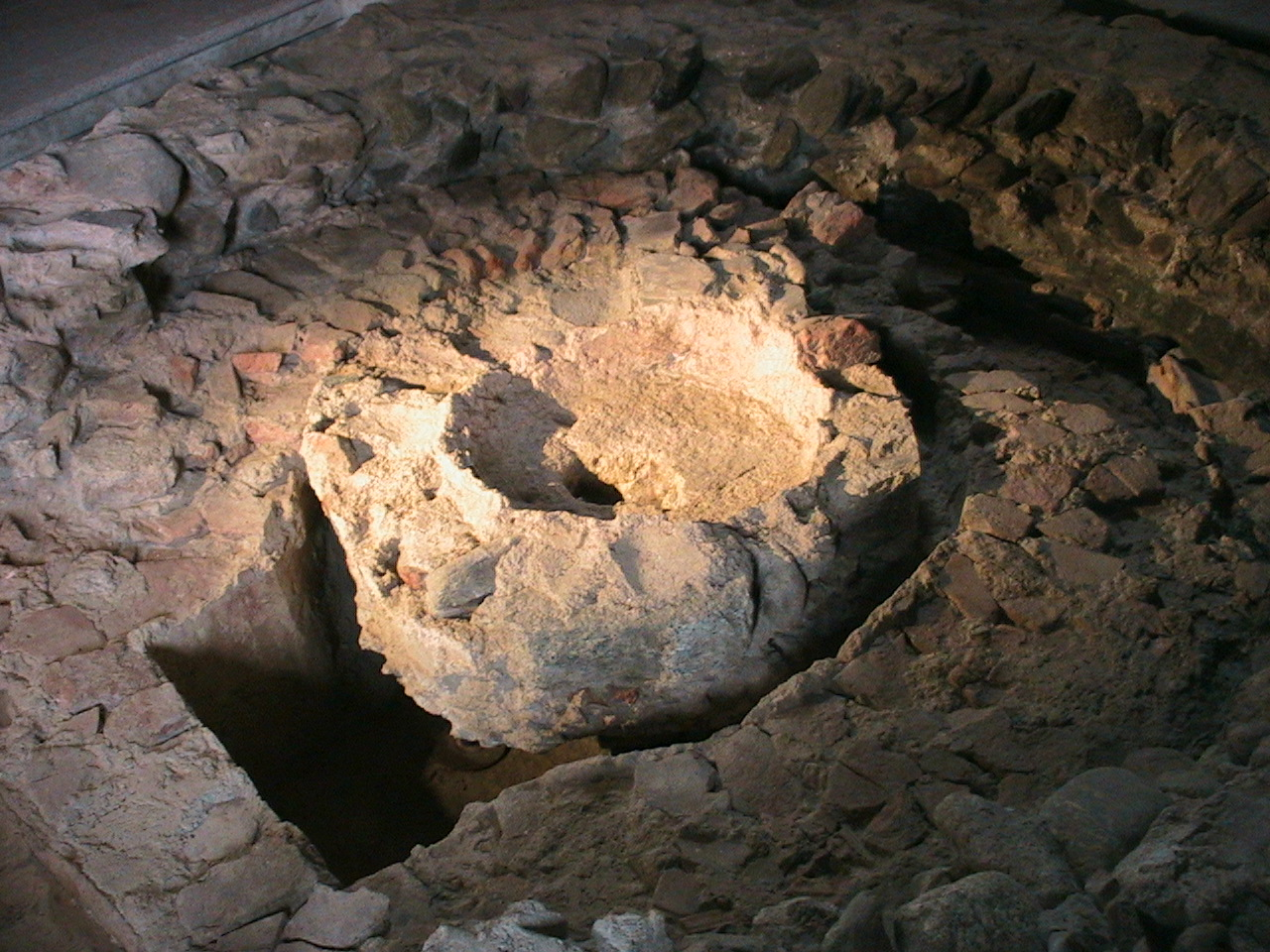
Le rovine del fonte battesimale